# إيفرتون ريبيرو
إيفرتون أوغوستو دي باروش ريبيرو (بالبرتغالية: Éverton Augusto de Barros Ribeiro‏) المعروف باسم إيفرتون ريبيرو هو لاعب كرة قدم برازيلي في مركز الوسط المهاجم والجناح ولد في يوم 10 أبريل 1989 في مدينة أروخا في البرازيل، يلعب حالياً مع نادي فلامنغو وسبق له اللعب مع أندية كروزيرو ونادي كوريتيبا ونادي ساو كايتانو ونادي كورنثيانز ونادي الأهلي الإماراتي ولعب أيضاً مع منتخب البرازيل لكرة القدم في بطولة كوبا أمريكا 2015 ويبلغ طوله 174 سم.

## وصلات خارجية
- إيفرتون ريبيرو على موقع إي إس بي إن إف سي (الإنجليزية)
- إيفرتون ريبيرو على موقع قاعدة بيانات كرة القدم.إي يو (الإنجليزية)
- إيفرتون ريبيرو على موقع ليكيب (الفرنسية)
- إيفرتون ريبيرو على موقع ناشيونال فوتبول تيمز (الإنجليزية)
- إيفرتون ريبيرو على موقع Soccerbase.com (لاعب) (الإنجليزية)
- إيفرتون ريبيرو على موقع Soccerway.com (الإنجليزية)
- إيفرتون ريبيرو على موقع عالم كرة القدم.نت (الإنجليزية)
- إيفرتون ريبيرو على موقع AS.com (الإسبانية)

- إيفرتون ريبيرو على موقع سوكرواي